# Wassyla Tamzali
Wassyla Tamzali (sinh năm 1941) là một nhà văn, luật sư và nhà nữ quyền người Algérie.

## Tiểu sử
Con gái của một người cha gốc Algeria gốc Thổ Nhĩ Kỳ, và một người mẹ Tây Ban Nha, bà được sinh ra ở Béjaïa. Bà được mẹ Tây Ban Nha nuôi dưỡng sau vụ giết cha. Từ năm 1966 đến 1977, bà là luật sư trong hệ thống tòa án Algeria. Năm 1979, bà gia nhập UNESCO, chịu trách nhiệm về chương trình xử lý vi phạm quyền phụ nữ. Năm 1989, bà trở thành một phần lãnh đạo của Mặt trận Lực lượng Xã hội. Bà là thành viên sáng lập của Sưu tập Maghreb Égalité năm 1992. Năm 1996, bà trở thành giám đốc chương trình quảng bá địa vị của phụ nữ ở khu vực Địa Trung Hải. Năm 2001, bà trở thành phó chủ tịch của Diễn đàn quốc tế des Femmes de la Méditerranée. Năm 2006, bà trở thành giám đốc điều hành cho Sưu tập Magifreb Égalité.
Tamzali tự nhận mình là "phụ nữ, tư sản, Pháp ngữ, nữ quyền và freethinker, nếu không phải là người vô thần".

## Tác phẩm chọn lọc[1]
- Tiếp viên Omar Gatlato (1979)
- Abzim, với Claude Ber (1984)
- Une éducation algérienne. De la révolution à la revanche des Tribu (2007)
- Une sen en colère (2009)
- Burqa? (2010)